# Allée Gambetta
L'allée Gambetta est une voie de communication située au Raincy.

## Situation et accès

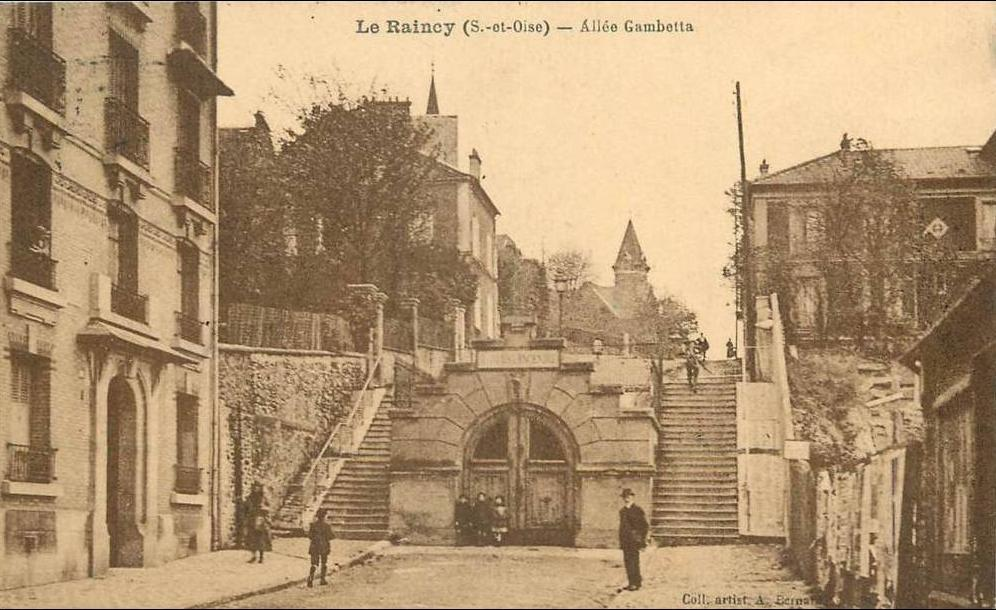
Escaliers de l'allée Gambetta, 1900.

Cette allée commence à l'ouest dans le prolongement de l'allée de la Tour, dont elle portait jadis le nom sur toute sa longueur. Elle croise ensuite le boulevard de l'Ouest, puis l'allée du Jardin-Anglais et de Finchley. Elle traverse ensuite le rond-point Gambetta où passe du nord au sud l'avenue de la Résistance. Continuant vers l'est, elle est interrompue par un double escalier qui la rend inaccessible aux véhicules.
Elle se termine au croisement de l'allée du Rocher et de l'allée de l'Ermitage.
Elle est desservie par la station de tramway Allée de la Tour - Rendez-Vous de la ligne de Bondy à Aulnay-sous-Bois.

## Origine du nom

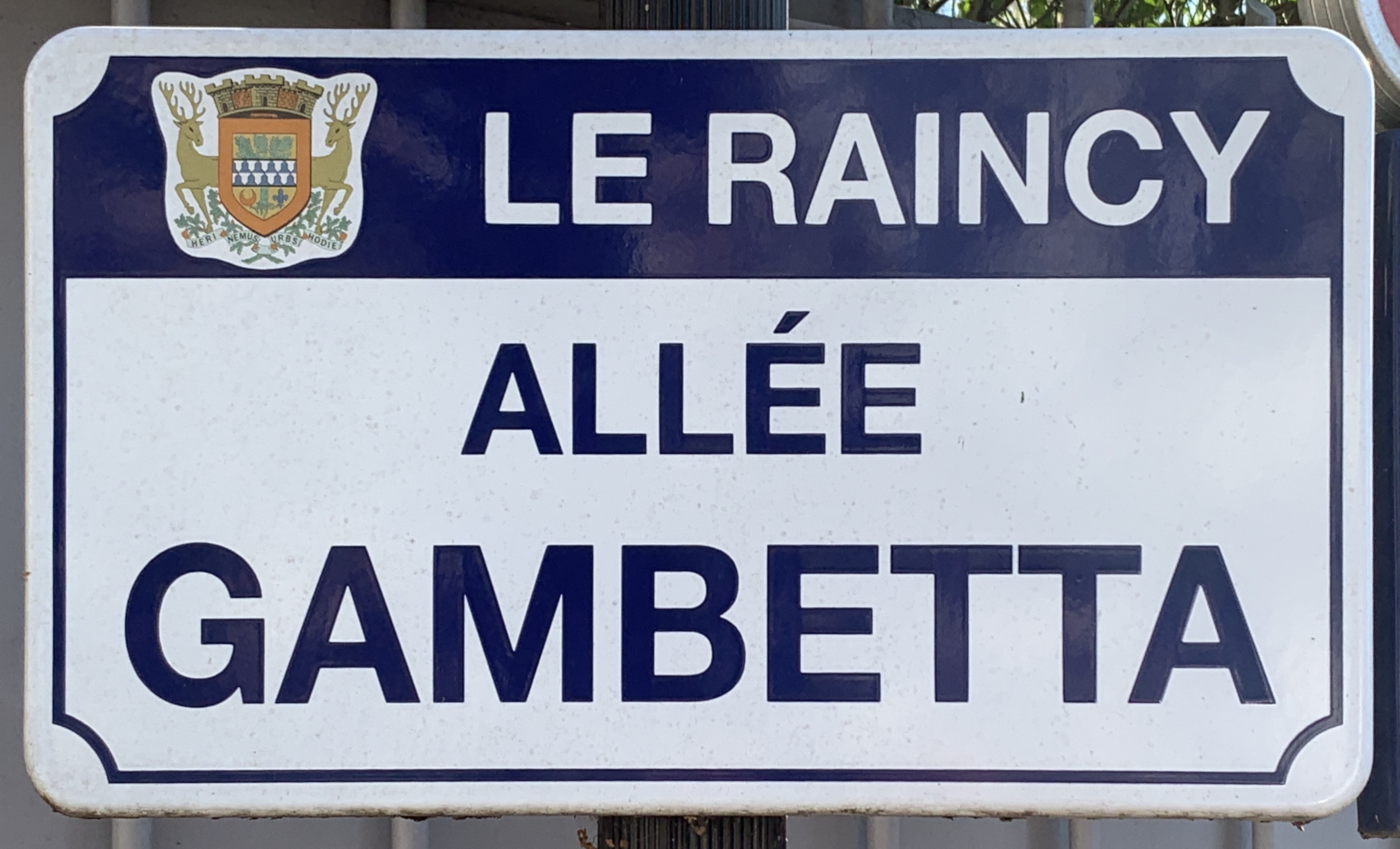
Plaque de l'allée Gambetta, 2021.

Cette allée doit son nom à Léon Gambetta, président du Conseil en 1881 et plusieurs fois ministre, en particulier au sein du gouvernement de défense nationale en 1870.

## Historique
Cette voie de communication est antérieure aux lotissements de la fin du XIXe siècle. Elle s'appelait autrefois « allée de la Tour ». Ce nom subsiste encore dans sa partie ouest.

## Bâtiments remarquables et lieux de mémoire
- Le double escalier qui coupe l'allée Gambetta permet d'atteindre le niveau de l'allée de l'Ermitage qui est en surplomb. Ce faisant, elle donne accès à un souterrain qui servait de dépôt de pompes à incendie, dont l'entrée est à flanc de coteau[3].